# Mércio José Santos da Silva
Mércio José Santos da Silva (Recife, 26 de maio de 1981), é um ex-futebolista brasileiro, que atuava como meio-campo.
Jogou em vários clubes conhecidos em Portugal como Famalicão, Rio Ave e CD Aves. Mércio conta com algumas subidas de divisão ao longo da sua carreira, uma delas foi com o Famalicao, onde foi um dos motores para atingirem a subida da CNS para a 2º divisão. Mércio é conhecido internacionalmente graças aos anos onde jogou no Chipre. Atualmente, está sem clube por causa de uma lesão que sofreu no jogo Vizela - Fafe.

## Títulos
Rio Ave
- Segunda Liga: 2002–03[2]

## Carreira
Chegou a Portugal em 2001 onde assinou pelo Rio Ave por 2 épocas. Seguiu rumo e foi parar ao Desportivo das Aves onde conta com uma subida de divisão. Em 2010, deixou Portugal e foi para a ilha brilhar, estando no Chipre por 3 anos. Acaba por regressar a Portugal em 2013, rumando para o Famalicão, um clube onde foi uma peça importante na subida e manutenção do clube. 